# دانشگاه جنوبی یوتا
دانشگاه جنوبی یوتا (به انگلیسی: Southern Utah University) در شهر «سیدار» ایالت یوتا واقع شده است. این دانشگاه در سال 1897 و به جهت امکان ادامه تحصیل برای دانشجویان «مدرسه عالی تعلیم آموزگاران» و با کمک و پشتوانه مالی مردم ایجاد گردید.

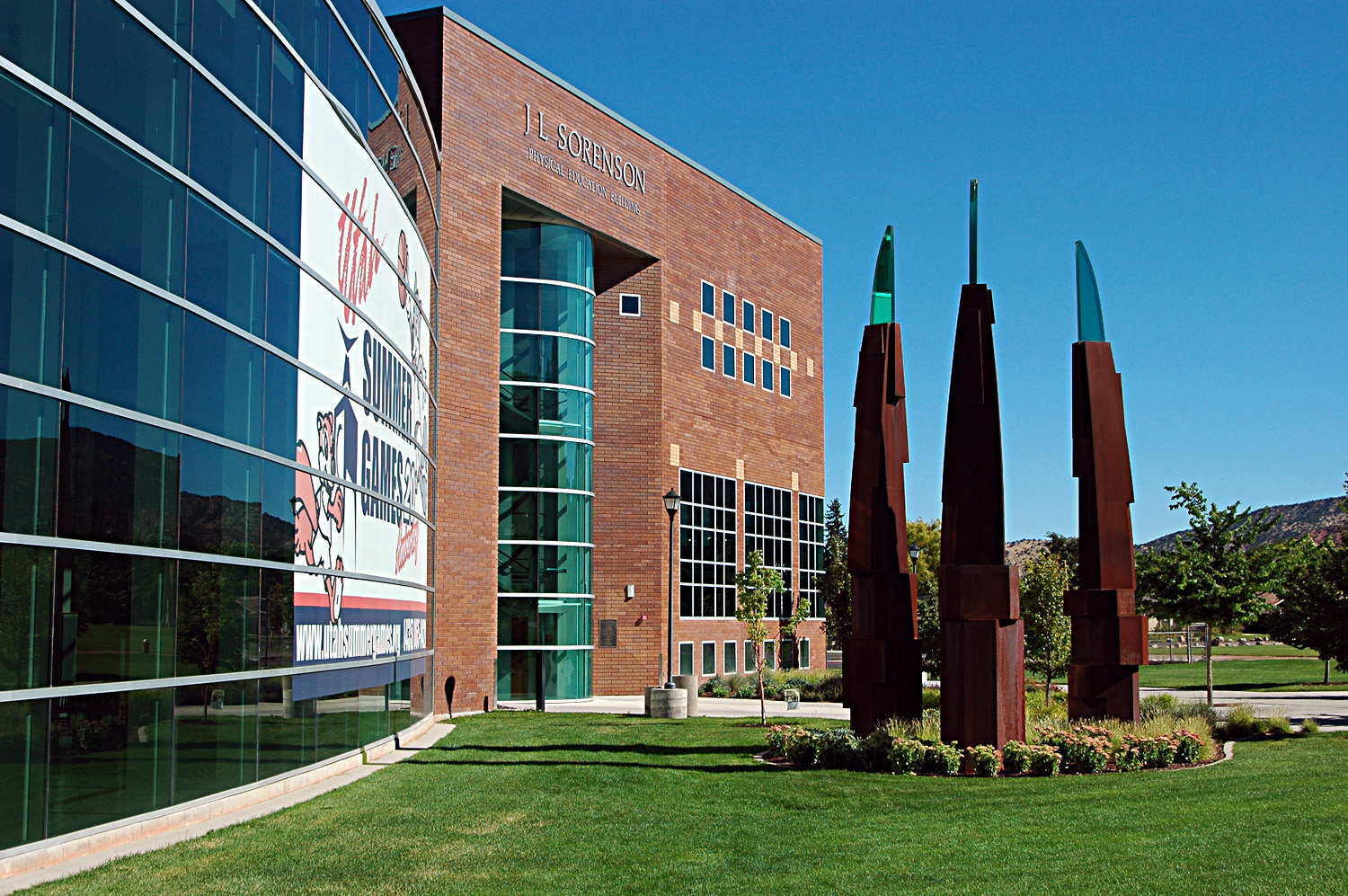
ساختمان دانشکده فیزیک